# Julia Flavia

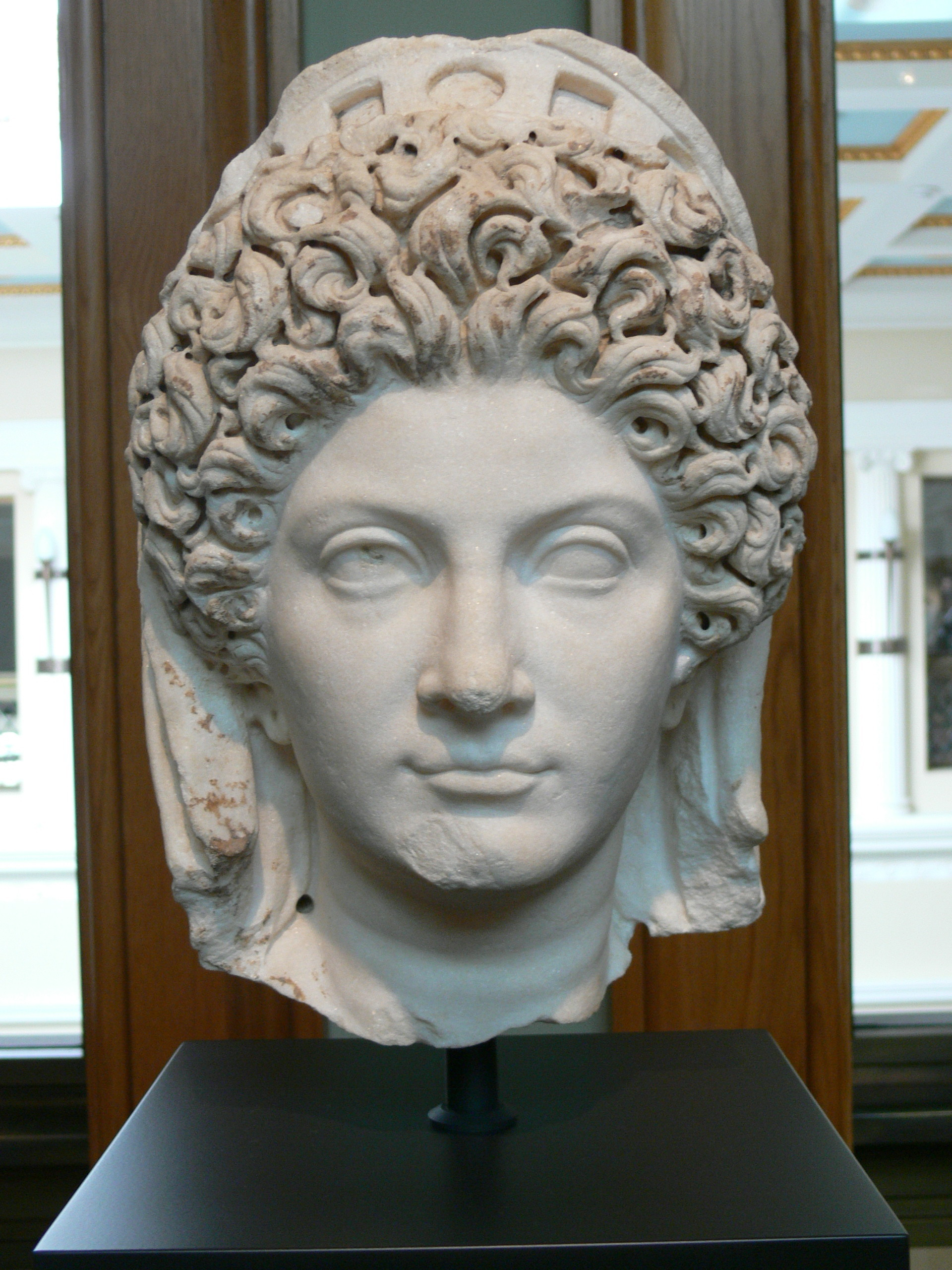
Byst av Julia Titi Flavia vid ungefär år 90.
Julia Titi var dotter till den romerske kejsaren Titus (79-81).

Julia Titi Flavia , född 13 september 64, död 91, var dotter och enda barnet till den romerske kejsaren Titus (79–81), från hans andra äktenskap med Marcia Furnilla. Hennes föräldrar skilde sig när Julia var ett spädbarn, eftersom moderns familj tillhörde motståndarna till den romerske kejsaren Nero (54–68).